# Larvivora
Genre
Larvivora est un genre de passereaux de la famille des Muscicapidae. Il se trouve à l'état naturel dans l'Est de l'Asie,,,,, ainsi que, plus rarement, en Amérique du Nord, en Europe et en Océanie.

## Liste des espèces
Selon la classification de référence du Congrès ornithologique international (version 8.1, 2018) :
- Larvivora akahige (Temminck, 1835) — Rossignol akahigé, Rossignol du Japon, Rougegorge akahigé, Rougegorge du Japon
  - Larvivora akahige akahige (Temminck, 1835)
  - Larvivora akahige tanensis (Kuroda, 1923)
- Larvivora brunnea Hodgson, 1837 — Rossignol indien, Rossignol bleu de l'Inde, Rossignol d'orient
  - Larvivora brunnea brunnea Hodgson, 1837
  - Larvivora brunnea wickhami Baker, ECS, 1916
- Larvivora cyane (Pallas, 1776) — Rossignol bleu, Rossignol bleu de Chine, Rossignol bleu du Japon, Rossignol de Sibérie
  - Larvivora cyane bochaiensis Shulpin, 1928
  - Larvivora cyane cyane (Pallas, 1776)
  - Larvivora cyane nechaevi (Red'kin, 2006)
- Larvivora komadori (Temminck, 1835) — Rossignol komadori, Rossignol de Temminck, Rougegorge des Ryu Kyu, Rougegorge komadori
  - Larvivora komadori komadori (Temminck, 1835)
  - Larvivora komadori namiyei (Stejneger, 1886)
- Larvivora ruficeps Hartert, 1907 — Rossignol à tête rousse, Rougegorge à tête rousse
- Larvivora sibilans Swinhoe, 1863 — Rossignol siffleur, Rossignol à queue rousse, Rougegorge siffleur